# Walter Purkert
Walter Purkert (* 22. Januar 1944 in Trautenau) ist ein deutscher Mathematiker und Mathematikhistoriker.

## Leben
Nach Studium der Mathematik, Physik und Wirtschaftsmathematik 1962–1968 an der Universität Leipzig wurde Purkert 1972 bei Hans Wußing an der Universität Leipzig mit der Arbeit Die Entwicklung des abstrakten Körperbegriffs promoviert. Danach war er von 1972 bis 1974 an der Sektion Mathematik in Leipzig und von 1975 bis 1979 als Verantwortlicher für Mathematik im Ministerium für Hoch- und Fachschulwesen der DDR in Berlin tätig. Von Oktober 1979 bis 1987 war er Dozent für Geschichte der Mathematik am Karl-Sudhoff-Institut der Universität Leipzig. 1987 wurde er außerordentlicher Professor. Das Sommersemester 1988 war er Gastprofessor an der Pace University in New York. Anschließend war er Direktor der Sektion Mathematik bis 1990.
Danach war er freiberuflicher Dozent für Wirtschaftsmathematik und im akademischen Jahr 1992–1993 Gastprofessor an der Universität Wuppertal. Anschließend erarbeitete er an der Universitätsbibliothek Bonn einen Katalog zum mathematischen Inhalt des umfangreichen Nachlasses von Felix Hausdorff. Ab 1996 arbeitete er bis zum Eintritt in den Ruhestand Ende 2011 und danach ehrenamtlich am Mathematischen Institut der Universität Bonn als Koordinator der Hausdorff-Edition (Ausgabe der Gesammelten Werke von Felix Hausdorff einschließlich der unter dem Pseudonym Paul Mongré erschienenen philosophischen und literarischen Schriften und ausgewählter Texte aus dem Nachlass). Daneben hatte er einen Lehrauftrag für Geschichte der Mathematik. Die zehn Bände der ausführlich kommentierten Edition, herausgegeben von Egbert Brieskorn (dem Initiator und Leiter des Projektes), Friedrich Hirzebruch, Reinhold Remmert, Walter Purkert und Erhard Scholz erschienen zwischen 2001 und 2020 bei Springer.
Die von Egbert Brieskorn begonnene Biographie Hausdorffs führte Purkert nach dessen Tod 2013 zu Ende (Band IB der Edition, erschienen 2018). Er gab auch Hausdorffs Korrespondenz heraus (Band IX der Edition, erschienen 2012).
Purkert schrieb unter Mitarbeit von Hans-Joachim Ilgauds eine Standard-Biographie von Georg Cantor. Daneben befasste er sich mit stochastischer Analysis.

## Schriften
- Die Hilbertschen Probleme. (Redaktion zusammen mit Hannelore Bernhardt, Herausgeber der russischen Originalausgabe Pawel Sergejewitsch Alexandrow). (Übersetzung aus dem Russischen). Akademische Verlagsgesellschaft Geest und Portig, Leipzig 1971, 2. Auflage 1979, 3. Auflage 1983.
- mit Jürgen vom Scheidt: Random Eigenvalue Problems. North Holland 1983.
- mit Günther Eisenreich herausgegeben und kommentiert: Klein, Felix: Riemannsche Flächen: Vorlesungen, gehalten in Göttingen 1891/92., Leipzig: B. G. Teubner 1986.
- mit Hans-Joachim Ilgauds: Georg Cantor. Teubner, 1985, Birkhäuser, 1987 (Vita Mathematica, Band 1)
- Cantor's Views on the Foundations of Mathematics. In: The History of Modern Mathematics, Volume 1, edited by David Rowe und John McCleary, Academic Press, Boston 1989, S. 49–66.
- Nachlass Felix Hausdorff. Findbuch, Universitäts- und Landesbibliothek Bonn, Abteilung Handschriften und Rara 1995.
- Brückenkurs Mathematik für Wirtschaftswissenschaftler. Teubner, 1995, 9. Auflage 2022 (Springer/Gabler, Wiesbaden, ISBN 978-3-658-36741-1).
- An der Wiege grundlegender Begriffe - Episoden aus der Geschichte der trigonometrischen Reihen. In: Mathematikdidaktik (Festschrift für Harald Scheid), Klett, Stuttgart 2000, S. 162–199.
- mit Egbert Brieskorn (†): Felix Hausdorff - Biographie. Band IB der Hausdorff-Edition, Springer 2018.
- mit Egbert Brieskorn (†): Felix Hausdorff - Mathematiker, Philosoph und Literat., Springer, 2021, 1. Auflage, ISBN 978-3-662-63369-4
- mit Egbert Brieskorn (†): Felix Hausdorff - Mathematician, Philosopher, Man of Letters., Birkhäuser, 2024, 1. Auflage, ISBN 978-3-031-52134-8